# 三浦芽依
三浦 芽依（みうら めい、1989年10月24日 - ）は、日本のAV女優。

## 略歴
- 2009年8月「初花 -hatsuhana-」でKUKIよりAVデビュー
- 2011年2月7日付 自身のブログでAV女優から卒業することを報告[1]
- 2011年9月より 上条めぐに改名し復帰 女優活動を再開

## 人物
- 趣味：犬と遊ぶこと
- 特技：どこでもすぐ眠れること
- 自慢するところ：鼻

## 作品

### アダルトビデオ
2009年
- 初花 -hatsuhana-　新人!抱きたいカラダ 三浦芽依（8月14日、KUKI）
- おしゃぶり☆ボインコンシャス（9月11日、KUKI）
- アスリートH!（10月9日、KUKI）
- 恋人映像（11月13日、KUKI）
- 妄想オフィスOL（12月25日、KUKI）

2010年
- 淫乱セックス中毒（1月8日、KUKI）
- 中出し接待秘書（2月12日、KUKI）
- 今まで頑なに出演を拒否していた、超絶美人女子社員がついに脱いだ!? 制作部 辻浦麻衣（3月4日、SODクリエイト）※「辻浦麻衣」名義
- スーツスタイルウーマン 4時間 02（3月26日、KUKI）
- PERFECT DOLL めい（4月24日、HMJM）
- 超巨乳看護婦がイクッ!!（6月24日、SODクリエイト）共演:松すみれ、青空小夏
- 女のカラダは完全トータルバランスで選ぶ。 三浦芽依（7月13日、E-BODY）
- 巨乳学級委員長のクセにごっくん中出し尻軽マンコ 三浦芽依（7月19日、クロス）
- 人妻中出し哀願 ［其ノ二二］（8月27日、青空ソフト）
- Vanilla Body めい（9月10日、UP'S）
- kira☆kira BLACK GAL 黒GAL温泉旅行☆超絶品PERFECT BODY 三浦芽依（9月19日、kira☆kira）
- ポニーテールで巨乳の女子校生は嫌いですか? めい（10月8日、I.B.WORKS）
- 若妻 はじけ飛ぶ胸元ボタンのピチピチ白ワイシャツ（11月19日、YeLLOW）
- 家庭教師レズビアン（11月19日、アンナと花子）共演:春咲あずみ
- チンポコ・マグニチュード ボッキ・チンポコ 男だって潮吹きアクメ 三浦芽依（11月19日、ドグマ）
- kira☆kira BLACK GAL SPECIAL ～黒GAL学園☆エンドレス狂乱交～（11月19日、kira☆kira）共演:八神れおん、沙原かのん、HARUKI、高倉舞
- girlfriend 三浦芽依（11月25日、kawaii*）
- 2人の痴女の揺れるオッパイ（12月1日、ワンズファクトリー）共演:恵けい
- 中出しロ●ータ 2枚組8時間（12月10日、I.B.WORKS）
- 人妻中出しパンティーストッキング 三浦芽依（12月19日、YeLLOW）
- kira☆kira BEST 激腰振りロデオ騎乗位FUCK8時間（12月19日、kira☆kira）
- 美2周年記念作品 PERFECT STYLE痴女集団SPECIAL（12月25日、美）共演:ましろ杏、春咲あずみ、鈴音りおな、水城奈緒、星野あかり

2011年
- メガネ痴女の黒パンスト脚コキ（1月1日、ワンズファクトリー）オムニバス作品 他出演:紗奈、仁科百華、恵けい、桜りお、結城ミシェル、哀川りん、星崎キララ、安西瑠菜
- 女子校生スカート尻コキ（1月1日、Fetishist）
- WILD BLACK MEI 黒ギャル・めいG爆乳SEX（1月7日、桃太郎映像出版）
- スモーキング・トリップ（1月19日、ドグマ）
- あの女優の初SEX特集盤!（2月11日、KUKI）
- ノーパン《Boinボイン》家政婦 三浦芽衣があなたのお部屋を掃除します。（3月4日、グレイズ）
- あいつのヤリ部屋公開します! 2（3月23日、プレステージ）他出演:若葉くるみ、小林みちる
- アイドル三浦芽依の童貞筆おろし（4月13日、マルクス兄弟）
- 巨乳人妻お宅訪問（4月25日、美）他出演:春咲あずみ、ましろ杏、星野あかり、水城奈緒、鈴音りおな
- 三浦芽依 8時間 コンプリートBEST!（5月1日、KUKI）

2012年
- 彼女もいない実家暮らしの僕には、兄（弟）嫁のカラダが刺激的過ぎて我慢できず家族にバレないように擦りつけた（1月7日、SWITCH）共演:橘エレナ、西野花梨
- ガン黒ギャルVS美白ギャル 極限陵辱レズレイプバトルロイヤル!! vol.02（1月7日、GARCON）
- 「このオンナ、最上級。」 03（3月22日、プレステージ）
- 第1期生 TeamRed S級モデルズ 厳選!濃厚ファックハイライトSP!! 5名（3月25日、NEXT GROUP）共演:林杏樹、香坂玲依寧、結城恵華、杉浦かな
- AAK 第1期生選抜!ファンからのリクエストプレイ 人気投票NO.1（4月20日、NEXT GROUP）
- DOUBLE VOICE ＃006（4月27日、ワンダフル）共演:瀬名あゆむ
- ノーパンベースボール・クラシック&おっぱいサッカー なめしこイレブン W延長戦スペシャル（7月7日、プレミアム）共演:成瀬心美、RUMIKA、つぼみ、横山みれい、妃乃ひかり、水城奈緒、星優乃、鷹宮りょう、愛あいり、茉莉花、青空小夏、松すみれ、泉麻那、大堀香奈、姫村ナミ、来栖あさみ、北川瞳